# Nephrotoma byersi
Nephrotoma byersi är en tvåvingeart som beskrevs av Oosterbroek 1984. Nephrotoma byersi ingår i släktet Nephrotoma och familjen storharkrankar. Inga underarter finns listade i Catalogue of Life.